# 幼児用便器

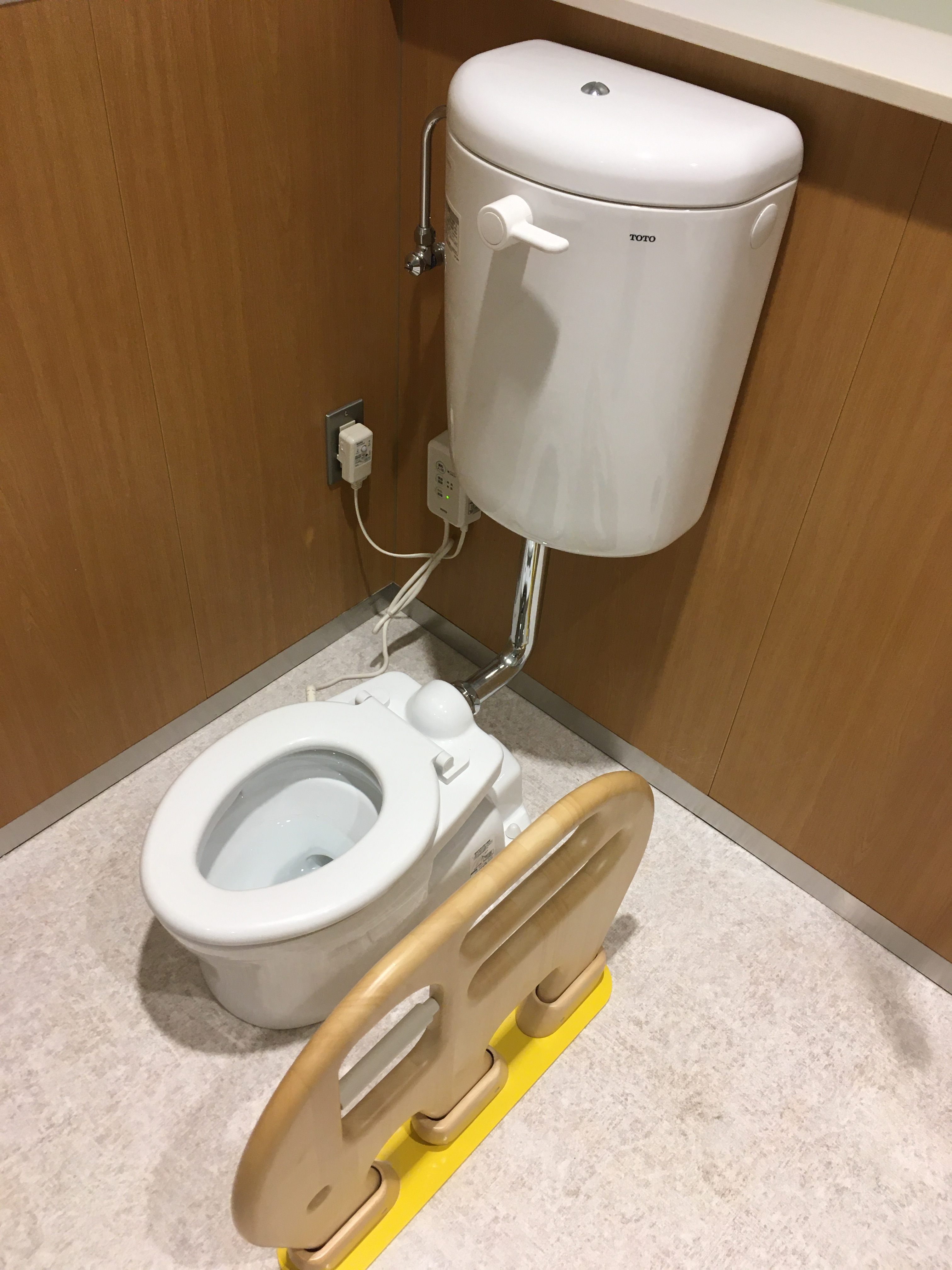
【3－5歳児向け幼児用大便器（タンク式）】

幼児用便器（ようじようべんき、英: potty ポッティー、pot）とは、幼児が使いやすいように通常の便器よりも小さく設計された大便器・小便器のことである。おまるのような大きさでありながら用を足した後に一般便器と同じように流すことが出来るため、トイレットトレーニングにも活用されている。

## 概要

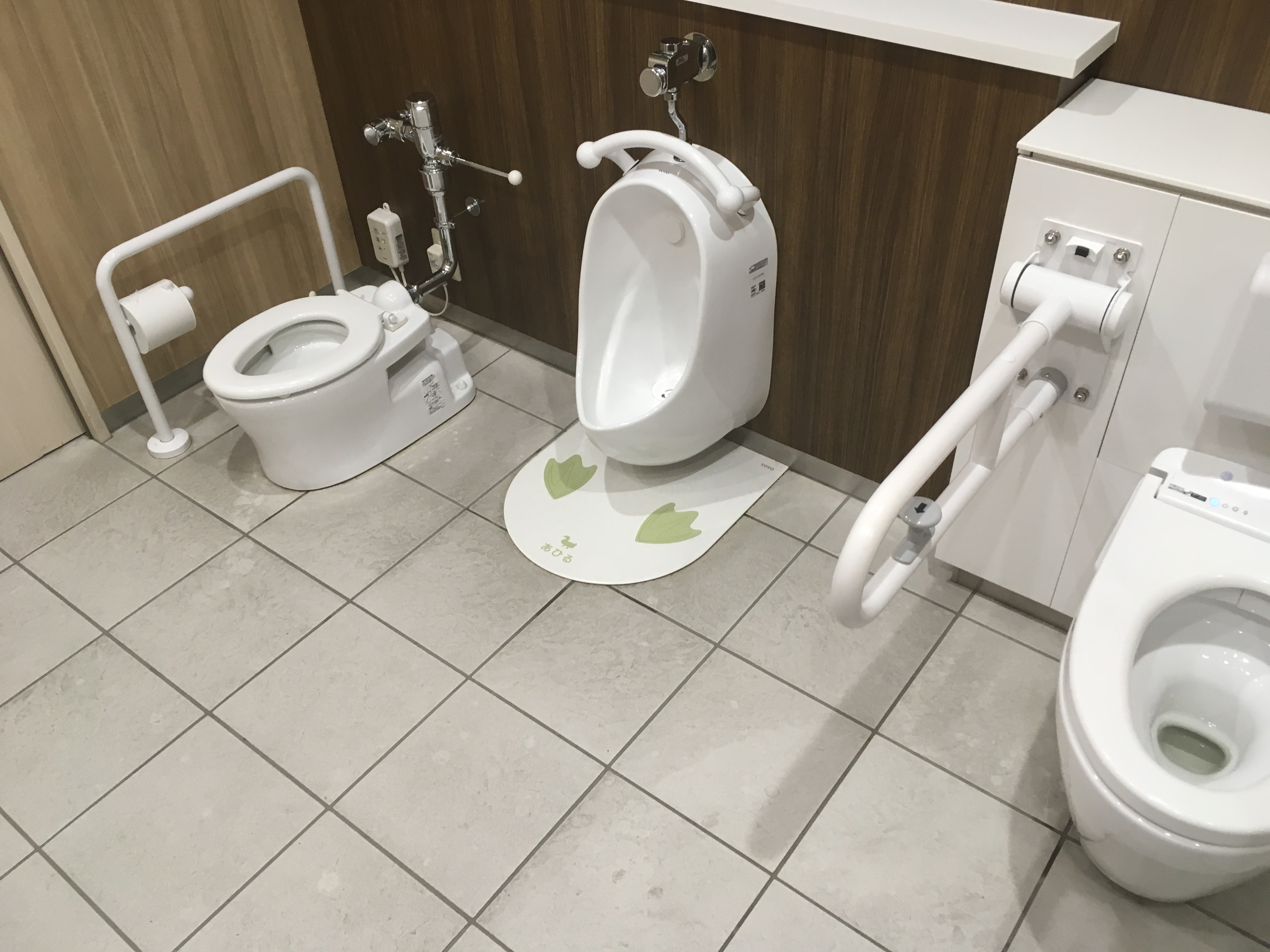
【奥から3‐5歳児向け幼児用大便器（フラッシュバルブ式），幼児用小便器，大人用便器】

主に幼稚園や保育園、認定こども園、複合商業施設、公共施設などの子供用トイレ（キッズトイレ）や多目的トイレ（親子トイレ）に設置されている。日本の主な製造メーカーには、衛生陶器などの製造を手掛けるTOTO、LIXIL（INAX）の2社と遊具などの幼児用器具の製造などを手掛けるジャクエツ、住宅用設備機器などの開発および製造・販売を手掛けるダイワ化成がある。商品名はメーカーにより多少異なるが多くの場合、幼児用大便器、幼児用小便器と記載することが多い。

## 日本国内における種類について
種類は各メーカーにより異なるが多くの場合、1 - ２歳児向け幼児用大便器，3 - 5歳児向け幼児用大便器，幼児用和風大便器，幼児用小便器の4種類である。（幼児用和風大便器は長らく床下給水式で非節水の製品のみ製造されていたが、後に床上給水で節水式の掃除口が付いた製品も発売された。しかし最近では和式から洋式への移行が進んでおり、幼児用和風大便器を製造するメーカーは少なくなっており、製造されていても特注扱いで製造となっている。）給水方式には、主にロータンク式またはフラッシュバルブ式のどちらかが採用されている。近年のものにおいては節水性能が従来のものに比べ向上し、幼児用大便器においては、幼児の軽い力でも簡単に水が流せるように通常のハンドルよりも長くした（長尺ハンドル）タイプのフラッシュバルブ（手動）や大小の流し分けをなくした上から軽く押すだけで洗浄が行える（押し下げ式レバー）タイプのロータンクを搭載したもの、便座に保温機能やおしっこの飛び散りを防ぐガードを搭載したものなどが発売されている。幼児用小便器においては、年齢に合わせて高さが調節できる壁掛け式のものや掃除がしやすいように便器のフチをなくしたものなどが発売されている。

## 日本国内の発売年表

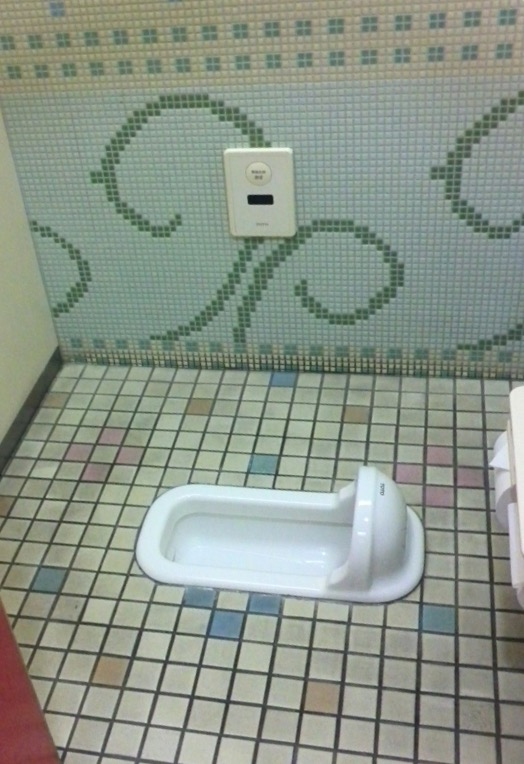
C103-1【幼児用和風大便器】

- 1959年 - TOTO（当時：東洋陶器）が（1-2歳児向け）幼児用腰掛式便器（トラップなし）C40を発売
- 1964年 - TOTOが床下給水和風大便器（幼児用）（トラップあり）C103（C75を80％のサイズにしたもの）を発売
- 1966年 - LIXIL（INAX＝当時は伊奈製陶）が幼児用和風便器（トラップあり）C-415を発売
- 1971年  - TOTOが（3-5歳児向け）幼児用腰掛式洗落し便器C425を発売
- 1974年 -  LIXIL（INAX）が（3-5歳児向け）幼児用洋風便器C-43を発売
- 1979年 -  LIXIL（INAX）が（1-2歳児向け）幼児用洋風便器（トラップあり、掃除口付き）C-111Mを発売
- 1982年 - TOTOが幼児用トラップ着脱式ストール小便器U309C、（3-5歳児向け）幼児用腰掛式洗落し便器C425R、（1-2歳児向け）幼児用掃除口付腰掛便器（トラップあり）C40Cを発売
- 1984年 -  LIXIL（INAX）が幼児用小便器（トラップ着脱式）U-201M、幼児用和風便器（トラップあり、掃除口付き）C-715BMを発売
- 1985年 -  LIXIL（INAX）が（1-2歳児向け）幼児用洋風便器（トラップなし）C-111Tを発売
- 1990年 - TOTOが（1-2歳児向け）幼児用掃除口付腰掛便器（トラップあり）C40CS、掃除口付床上給水和風大便器（幼児用）（トラップあり、節水型）C103VCS（C750VCを80％のサイズにしたもの）を発売
- 1997年 - ダイワ化成が業界初の幼児専用簡易水洗トイレFC1を発売
- 1998年 - ダイワ化成がFC1の後継である幼児専用簡易水洗トイレFC2を発売
- 2003年 - ジャクエツが業界初となる幼児用暖房便座（3-6歳児向け）JDL438H、乳児用暖房便座（1-2歳児向け）JDL418H、1-6歳児向け幼児用壁掛け小便器（チャームユリナル）J-U405、サイフォン式3-6歳児向け幼児用大便器（チャームクローゼット）J-C438、サイホンボルテックス式1-2歳児向け乳幼児用大便器（チャームクローゼット）J-C418 を発売？
- 2006年 - ダイワ化成が幼児用ストール小便器GT-2を発売
- 2007年 - TOTOがキッズトイレスペースシリーズ以下を発売。渦を巻きながらながら流れるトルネード洗浄を搭載した床置床排水大便器（幼児用）（3-5歳児向け）CS300B、（3-5歳児向け）幼児用暖房便座TCF40、床置床排水大便器（幼児用）（1-2歳児向け）CS310B、（1-2歳児向け）幼児用暖房便座TCF41、壁掛け壁排水小便器(幼児用）（キッズグリップ付き）U310Gなど
- 2009年 - ダイワ化成がFC2の後継である幼児専用簡易水洗トイレFC7を発売
- 2010年 -  LIXIL（INAX）が幼児用壁掛け小便器U-401Rを発売
- 2013年 -  LIXIL（INAX）が（3-5歳児向け）幼児用洋風便器C-P143S、（1-2歳児向け）幼児用洋風便器C-P141S、（1-2歳児向け）幼児用洋風便器（掃除口付）C-P141SMを発売
- 2014年 - TOTOが（1-2歳児向け）幼児用暖房便座TCF41Rを発売
- 2015年 -  LIXIL（INAX）が（3-5歳児向け）幼児用洋風便器専用暖房便座CF-43DCK、（1-2歳児向け）幼児用洋風便器専用暖房便座CF-7DCKを発売
- 2016年 -  LIXIL（INAX）が（3-5歳児向け）幼児用洋風便器YC-P143S（C-P143S）、（1-2歳児向け）幼児用洋風便器YC-P141S（C-P141S）、（1-2歳児向け）幼児用洋風便器（掃除口付）YC-P141SM（C-P141SM）、幼児用壁掛け小便器YU-401R（U-401R）を発売　（（）内の前機種型番でも表記される）
- 2020年 -  ジャクエツが芝浦工業大学の橋田規子教授と共同で開発したプティトワレシリーズ以下を発売。座ると自然と前傾姿勢となり排便がしやすくなる形状の便座や指が掛けやすく１方向のみの洗浄が行いやすいレバーを搭載したプティトワレ幼児用大便器暖房便座セット（タンク式）壁給水仕様（3-6歳児向け）EWT0084やプティトワレ乳幼児用大便器暖房便座セット（タンク式）壁給水仕様（1-2歳児向け）EWT0092、プティトワレ小便器（プッシュバルブ式）セット（1-6歳児向け）EWT0023、プティトワレ幼児用暖房便座（3-6歳児向け）EWT0038、プティトワレ乳幼児用暖房便座（1-2歳児向け）EWT0048など

※これは2020年に作成。
※出典
- TOTO[1]
- LIXIL（INAX）[2]
- ダイワ化成[3]，[4]
- ジャクエツ[5]，[6]，[7]

## YouTubeにアップされた国内メーカーの製品動画
※ここではYouTubeにアップされた便器洗浄の様子が含まれた映像を種類ごとに1つ紹介。またこの項で紹介する動画は、宣伝や売名を目的としたものではなく、実際に使われてるいる幼児用便器について理解していただくために掲載したものである。
TOTO製
- C40 （1-2歳児向け）幼児用腰掛式便器（トラップなし）　フラッシュバルブ式＝ 他，タンク式＝

- C103 床下給水和風大便器（幼児用）（トラップあり）フラッシュバルブ式＝ 他，タンク式＝ [2021年7月時点動画なし]

- C425 （3-5歳児向け）幼児用腰掛式洗落し便器　フラッシュバルブ式＝他，タンク式＝ 他

- U309C 幼児用トラップ着脱式ストール小便器 他

- C425R （3-5歳児向け）幼児用腰掛式洗落し便器　フラッシュバルブ式＝他，タンク式＝ 他

- C40C （1-2歳児向け）幼児用掃除口付腰掛便器（トラップあり）タンク式＝[2022年6月現在動画なし]，フラッシュバルブ式＝

- C40CS （1-2歳児向け）幼児用掃除口付腰掛便器（トラップあり）タンク式＝他，フラッシュバルブ式＝

- C103VCS 掃除口付床上給水和風大便器（幼児用）（トラップあり、節水型）フラッシュバルブ式＝，タンク式＝ [2021年7月時点動画なし]

- CS300B 床置床排水大便器（幼児用）（3-5歳児向け）　フラッシュバルブ式＝他，タンク式＝他

- CS310B床置床排水大便器（幼児用）（1-2歳児向け） 　タンク式＝他，フラッシュバルブ式＝

- U310G 壁掛け壁排水小便器（幼児用）（キッズグリップ付き）他

LIXIL（INAX)製
- C-415 幼児用和風便器（トラップあり）　フラッシュバルブ式＝，タンク式＝

- C-43 （3-5歳児向け）幼児用洋風便器 フラッシュバルブ式＝他，タンク式＝

- C-111M （1-2歳児向け）幼児用洋風便器（トラップあり、掃除口付き） フラッシュバルブ式＝，タンク式＝ [2021年7月時点動画なし]

- U-201M 幼児用小便器（トラップ着脱式） 他

- C-715BM 幼児用和風便器（トラップあり、掃除口付き）[2020年6月時点動画なし]

- C-111T （1-2歳児向け）幼児用洋風便器（トラップなし）フラッシュバルブ式＝他，タンク式＝ [2021年7月時点動画なし]

- U-401R 幼児用壁掛け小便器 他

- C-P143S（3-5歳児向け）幼児用洋風便器 フラッシュバルブ式＝，タンク式＝[2021年10月時点動画なし]

- C-P141S （1-2歳児向け）幼児用洋風便器 フラッシュバルブ式＝，タンク式＝ [2021年7月時点動画なし]

- YC-P143S（3-5歳児向け）幼児用洋風便器 フラッシュバルブ式＝，タンク式＝

- YU-401R 幼児用壁掛け小便器 他

ジャクエツ製
- J-C438 チャームクローゼット(3-6歳児向け 幼児用大便器）タンク式＝[2022年12月現在動画なし]，フラッシュバルブ式＝

- J-C418 チャームクローゼット(1-2歳児向け 乳幼児用大便器）[2020年6月時点動画なし]

- J-U405 チャームユリナル（1-6歳児向け小便器）[2020年6月時点動画なし]

- EWT0084プティトワレ幼児用大便器暖房便座セット（タンク式）壁給水仕様（3-6歳児向け）[2020年11月時点動画なし]

- EWT0085プティトワレ幼児用大便器暖房便座セット（タンク式）床給水仕様（3-6歳児向け）[2020年11月時点動画なし]

- EWT0086プティトワレ幼児用大便器普通便座セット（タンク式）壁給水仕様（3-6歳児向け）[2020年11月時点動画なし]

- EWT0087プティトワレ幼児用大便器普通便座セット（タンク式）床給水仕様（3-6歳児向け）[2020年11月時点動画なし]

- EWT0092プティトワレ乳幼児用大便器暖房便座セット（タンク式）壁給水仕様（1-2歳児向け）[2020年11月時点動画なし]

- EWT0093プティトワレ乳幼児用大便器暖房便座セット（タンク式）床給水仕様（1-2歳児向け）[2020年11月時点動画なし]

- EWT0094プティトワレ乳幼児用大便器普通便座セット（タンク式）壁給水仕様（1-2歳児向け）[2020年11月時点動画なし]

- EWT0095プティトワレ乳幼児用大便器普通便座セット（タンク式）床給水仕様（1-2歳児向け）[2020年11月時点動画なし]

- EWT0023プティトワレ小便器（プッシュバルブ式）セット（1-6歳児向け）[2020年11月時点動画なし]

ダイワ化成製
- FC1 幼児専用簡易水洗トイレ[2020年6月時点動画なし]

- FC2 幼児専用簡易水洗トイレ[2020年6月時点動画なし]

- FC7 幼児専用簡易水洗トイレ[2020年6月時点動画なし]

- GT-2 幼児用ストール小便器 [2020年6月時点動画なし]